# Schlacht von Brumath
Mediolanum – Augusta Vindelicorum – Lacus Benacus – Placentia – Fano – Pavia – Langres – Vindonissa – Autun – Reims – Brumath – Senonae – Argentoratum – Solicinium – Argentovaria
Die Schlacht von Brumath war eine Schlacht zwischen Römern und Alamannen im Jahre 356 und zugleich der erste große Sieg des Julian in seinem Feldzug gegen diesen Germanenstamm.

## Vorgeschichte
Nach der Belagerung von Autun hatte der römische Feldherr Julian erkannt, welche militärische Gefahr das Volk der Alamannen für die in Mitteleuropa liegenden Provinzen des Römischen Reichs darstellte. Er organisierte daher im Sommer des Jahres 356 einen Feldzug gegen die in der Germania magna lebenden Alamannen.
Nach der Niederlage der Römer in der Schlacht von Reims war der Feldzug etwas ins Stocken geraten und Julian musste dringend die Moral seiner 13.000 Legionäre wieder aufbauen.
Zunächst war es wichtig, die sieben römischen Städte (Straßburg, Brumath, Zabern, Selz, Speyer, Worms und Mainz), die von den Alamannen im vorherigen Jahr eingenommen worden waren, zurückzuerobern. Darunter war auch die nordwestlich von Straßburg gelegene Stadt Brumath. Julian ging systematisch vor und ließ zuerst diese nur schlecht verteidigte Stadt einnehmen. Die kleine Garnison wusste, dass sie gegen die römische Übermacht keine Chance hatte und ergab sich daher schon nach kurzem Kampf. Doch hatten die Alamannen mit so einem Schritt der Römer schon gerechnet und griffen mit einem großen Heer die Stadt Brumath an. Im Jahre 356 kam es zur Schlacht von Brumath.

## Verlauf
Die Schlacht fand außerhalb der Stadtmauern statt. Julian ließ seine Armee halbkreisförmig aufstellen und griff dann die germanischen Krieger an. Die Römer schafften es, eine so breite Front zu bilden, dass sich der Kreis hinter den Germanen wieder schloss und sie das alamannische Heer von allen Seiten aus angreifen konnten. Nach kurzem Schlagabtausch zogen sich die Alamannen zurück und das Römische Reich ging dadurch aus dieser Schlacht als Sieger hervor.

## Folgen
Dieser Sieg war keinesfalls entscheidend für den weiteren Verlauf des Feldzugs, war aber der erste Sieg des Julian in Germanien.